# 青龍寺 (鳥取県八頭町)
青龍寺（せいりゅうじ）は、鳥取県八頭郡八頭町下門尾にある真言宗醍醐派の寺院。山号は成田山。
真言宗の寺院であるが、同町内福本の白兎神社の社殿を移築し、本堂内に有している。
本堂内の白兎神社社殿には「波ウサギ」と呼ばれる波とウサギの精巧な彫刻が彫られている。このウサギは、かつて浄光寺（青龍寺の前身）のあった中山に天照大神が降臨した際、その案内役を務めたウサギとされる。
「波ウサギ」は江戸時代の作とされ、共に彫刻されている烏・鷺（ウ・サギ）とともに、今もなおその姿を保っている。

## 歴史
創建は710年（和銅3年）、元明天皇の命によって行基菩薩が開いたとされる。古くは花喜山浄光寺と呼ばれた。
平安時代、在原行平が因幡国の国守であった時に当寺の修復をし、以降歴代国司等は皆信仰したとされる。
鎌倉時代、後鳥羽院、土御門および順徳三朝の時、因幡守護であった大江広元が修復し、この寺は大江氏の祈祷所でもあった。
当山は国家鎮護の霊場で、近隣には能上山久能寺を始めとして、万代寺、天間寺、中寺慈住寺、大安寺、下寺最勝寺、塔頭寺院500余りの寺があり、天台宗の一派に属する寺院であったと伝えられる。
1581年（天正9年）の豊臣秀吉による鳥取城攻めの際、当時中山山頂付近にあった浄光寺も戦火に見舞われ、仏殿、宿坊を焼失したものの三体の仏像が持ちだされ、その後現在地に本堂を再建した。
後に城光寺と改称し、俗に「上寺城光寺、中寺慈住寺、下寺最勝寺」と呼ばれ、当時の塔頭は36坊であった。
1902年（明治35年）に龍玉和尚が千葉県成田山新勝寺より成田山不動明王を勧請し、成田山青龍寺と号した。以来、「因幡の成田山」として信仰を集めている。
白兎神社の移築
神社合祀令によって1914年（大正3年）に福本の白兎神社が同町宮谷の賀茂神社に合祀、御神体が遷座された後も、本殿は境内に残されていた。しかし、第一次世界大戦による物資不足などが原因で村での管理が経済的に困難になったため青龍寺が引き取り、以降、白兎神社本殿は青龍寺本堂内で厨子として保存されている。

## 本堂

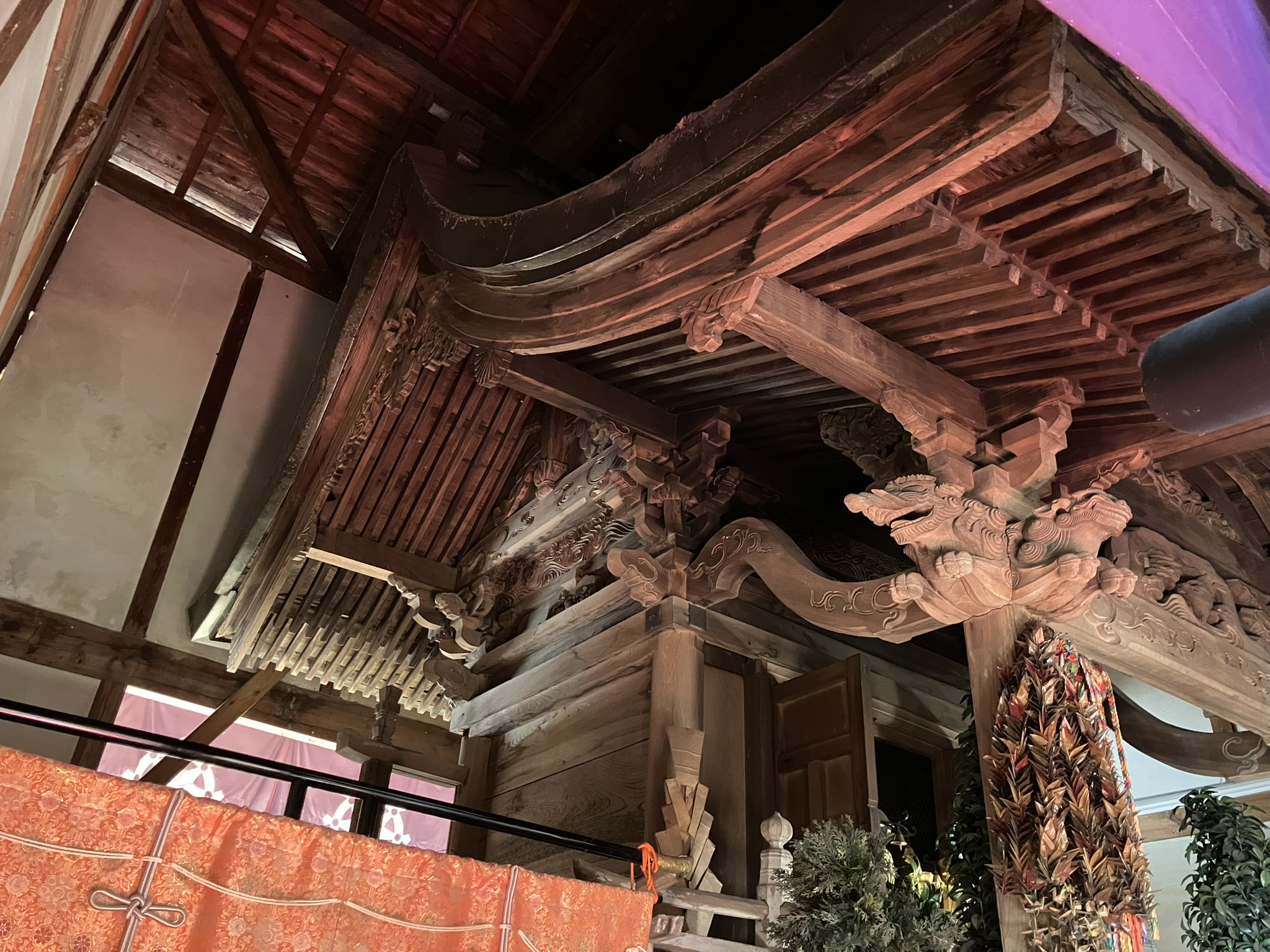
白兎神社社殿

本堂内陣の白兎神社社殿は江戸期の豪壮な建築物である。
鳥取市白兎の白兎神社の本殿とは基壇の大きさも本殿の大きさも同じだが、本殿そのものは「波ウサギ」などの彫刻が施された福本のものが格段にすぐれているといわれる。

## 宝物殿
花喜山浄光寺当時の仏像を祀っている。正面に聖観世音菩薩、脇仏は持国天、多聞天でいずれも鎌倉時代の作である。
このうち持国天、多聞天は1923年（大正12年）に国の重要文化財に指定されている。
持国天の胎内に「正安三年（1301年）正月二十五日隆円」と銘があり、彫刻史上貴重な仏像でもある。

## 寺社縁起

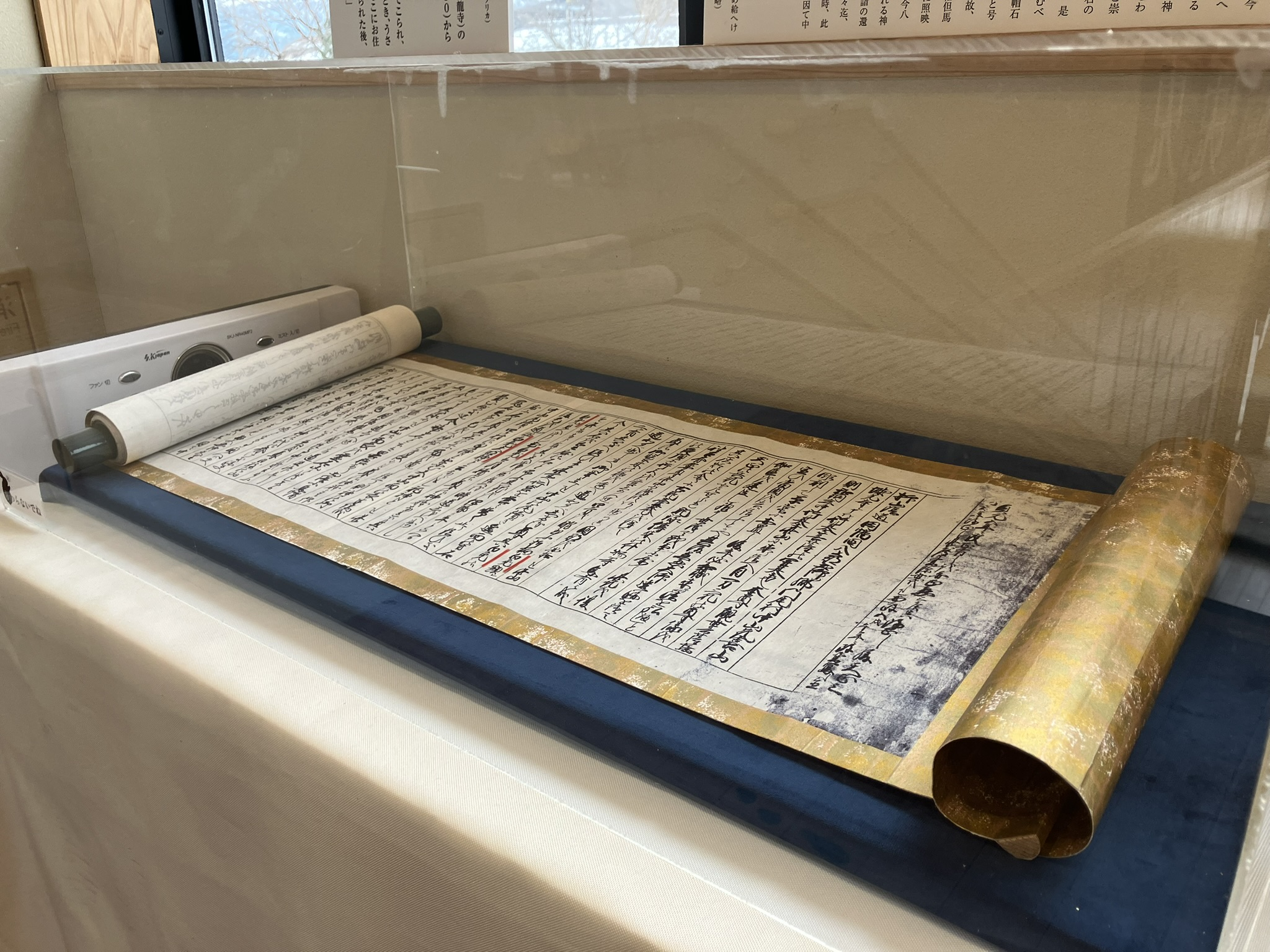
城光寺縁起（レプリカ）

寺伝として由緒巻物『城光寺縁起』一巻を所蔵している。巻頭には976年（貞元2年）、1290年（正応3庚寅）、1575年（天正3乙亥）に改正し、1858年（安政5戊午）に改めて書き写すとある。
縁起によると、
その昔中山に天照大神が降りてこられ行宮を探しておられたとき一匹の白いウサギが現れ道しるべをしました。尊はそこにお住まいを構えられ、しばらく留まられた後、氷ノ山の氷ノ越えを通って因幡を去られました。

と記されている。

## 文化財

### 重要文化財
彫刻
- 木造持国天立像[12]
- 木造多聞天立像[13]

## 境内

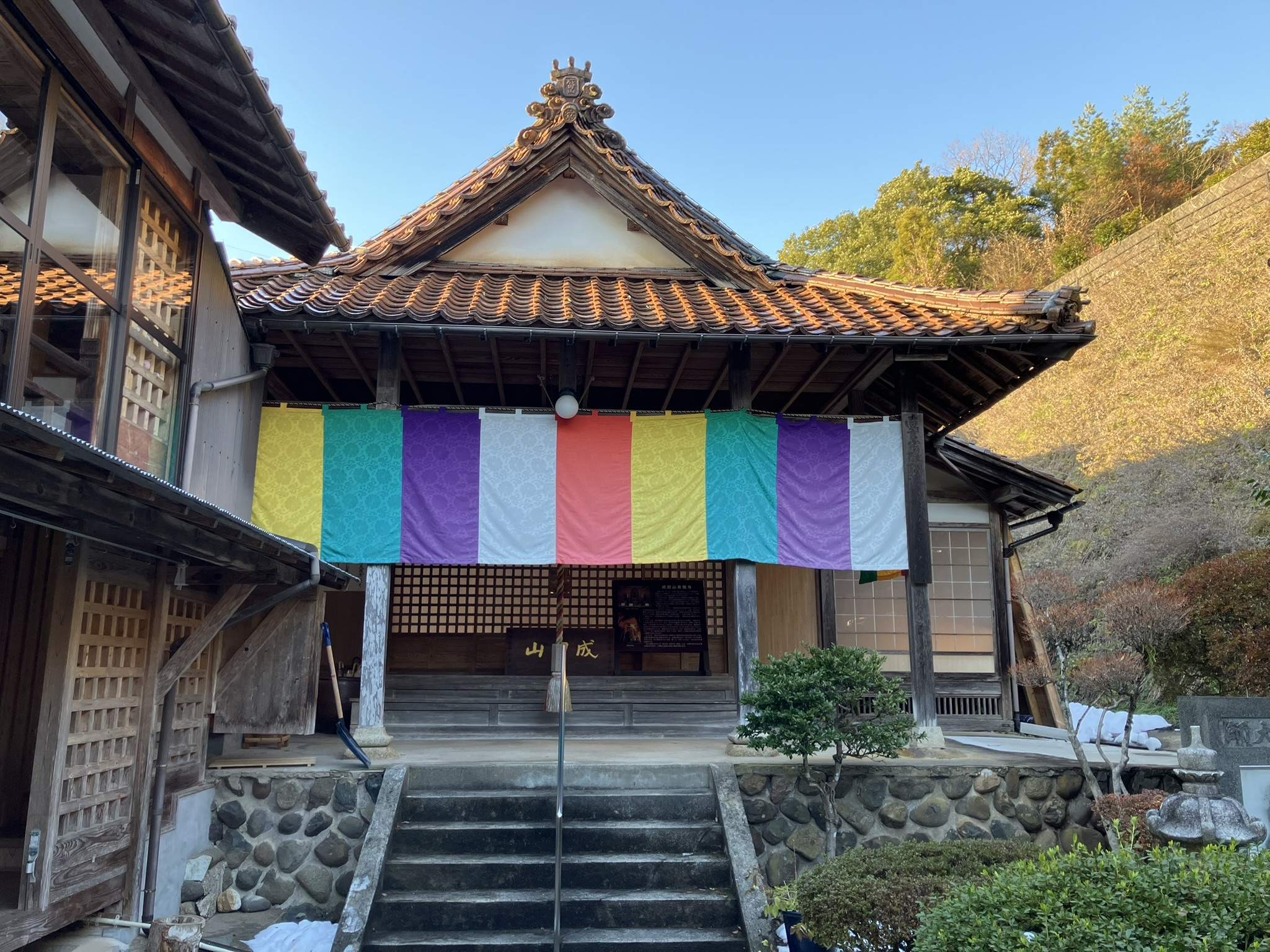
本堂
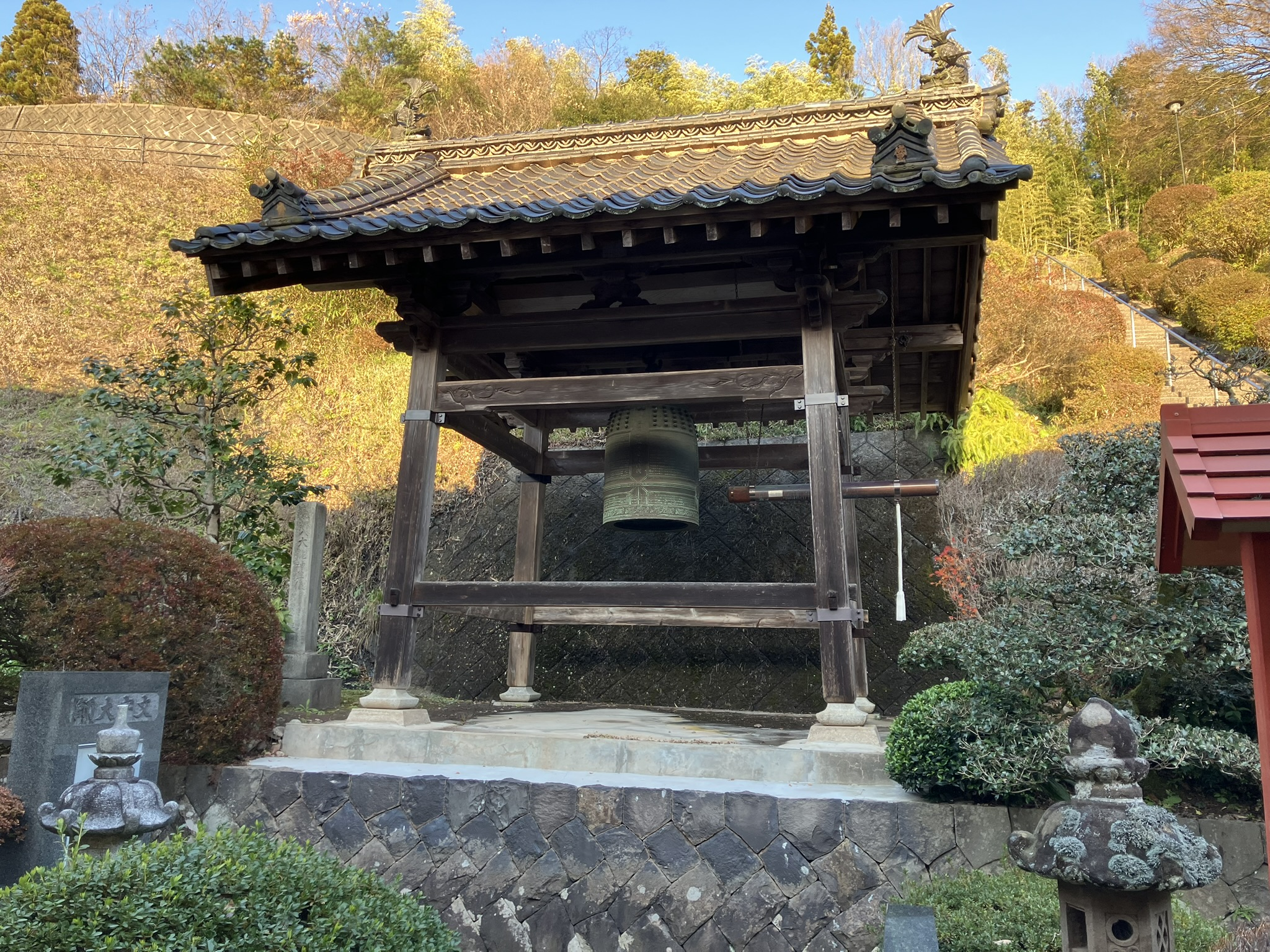
鐘楼
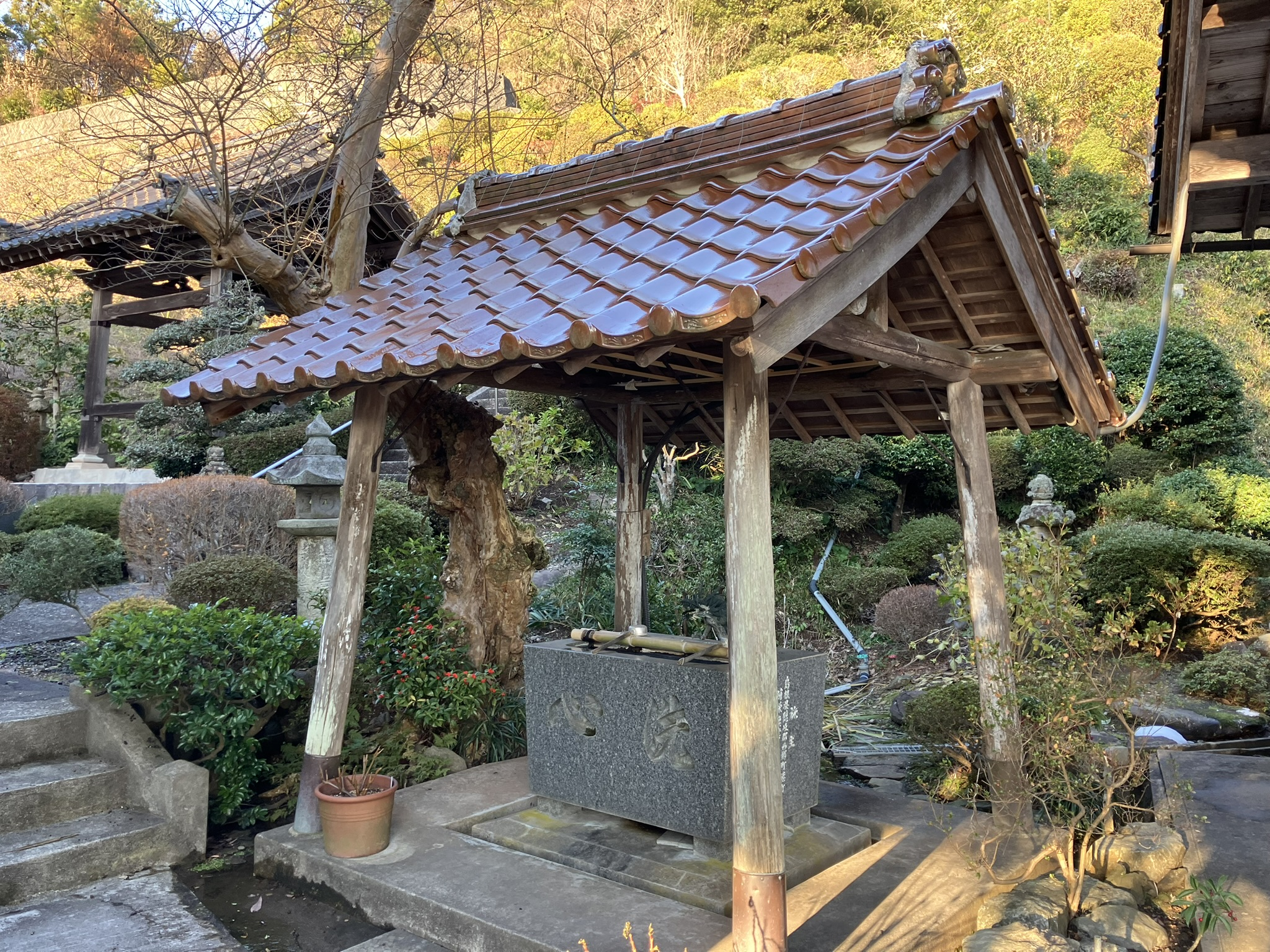
手水舎
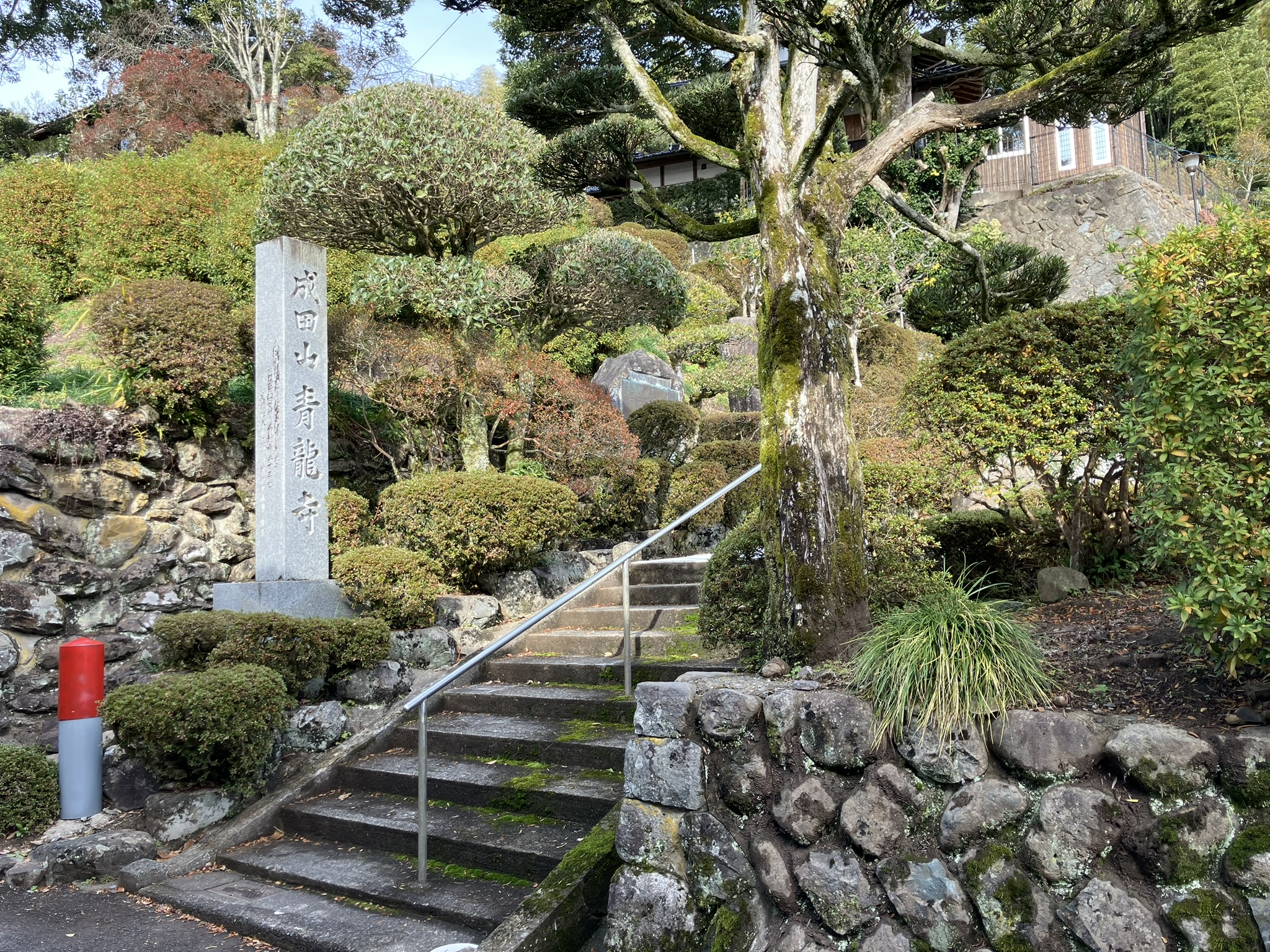
寺標

## 現地情報

### 所在地
- 鳥取県八頭郡八頭町下門尾46

### 交通アクセス
- JR因美線郡家駅から車で約5分、徒歩で約18分。